# Anton Olsen
Anton Olsen (n. 15 mai 1897, Oslo, Suedia-Norvegia – d. 27 aprilie 1968, Oslo, Norvegia) a fost un trăgător de tir ce a reprezentat Norvegia, medaliat olimpic. A participat la o ediție a Jocurilor Olimpice (1920) în care a câștigat o medalie de bronz.

## Participări
Lista de mai jos prezintă principalele competiții la care a participat Anton Olsen de-a lungul carierei.
- shooting at the 1920 Summer Olympics – men's 50 metre team small-bore rifle[*]